# Robert Mallet (entrepreneur)
Pour les articles homonymes, voir Robert Mallet et Mallet.
Robert Mallet, né Robert A. Mallet le 10 septembre 1925 à Vichy et mort le 14 février 2003 à Neuilly-sur-Seine, est un dirigeant d'entreprise français, dans le secteur de l'organisation et de l'informatique.
Ancien élève de l’École polytechnique, il a fondé la Compagnie Générale d'Informatique avec Bernard Chapot en 1969, avec qui il a créé la méthode CORIG (COnception et Réalisation en Informatique de Gestion), qui est à la base de l'atelier de génie logiciel Pacbase.
En 1971, il a publié La méthode informatique chez Hermann.